# Ryan Salazar
Ryan Salazar Rivera (Lima, 25 de febrero de 1981) es un exfutbolista peruano. Jugaba de centrocampista y tiene 44 años.

## Trayectoria
Se inició en las divisiones menores de la Academia Cantolao, estuvo desde los 8 años hasta los 16 luego de pasar a Alianza Lima. Tuvo un breve paso por el Royal Sporting Charleroi de Bélgica en 1998.Su primer club fue el Alianza Lima en el año 2000. En el 2001 gana el campeonato nacional con Alianza Lima y la clasificación a la Copa Libertadores 2002. En 2003 emigra a jugar en la primera división de Georgia por el Lokomotivi Tbilisi. En 2007 y 2008 fue Campeón Nacional con la Universidad San Martín. A mediados del 2008 se rumoreó que había interés de los equipos FC Lokomotiv Gorna Oryahovitsa y el Sporting Vaslui, con este último viajó a realizar la pretemporada, sik embargo no se concretó el fichaje. En 2010 fue contratado por el Cienciano del Cuzco, pero al poco tiempo, dado que no iba a tener muchas oportunidades de jugar, buscó desligarse de la institución. No obstante, el cuadro cusqueño lo cedió a préstamo al José Gálvez de Chimbote por media temporada, pero al final se quedó todo el año, ese año fue pieza clave para el conjunto chimbotano siendo titular indiscutible pero aun así no pudo impedir la baja.
Para la temporada 2011 fichó por el CNI. volviendo a descender de categoría.
Para la temporada 2016 ficha por el Sport Boys para afrontar la segunda división peruana, salvándose del descenso en las últimas fechas. A inicios del 2017 junto con sus compañeros del Boys Carlos Elías y Atilio Muente fichan por la Academia Cantolao equipo recién ascendido.

## Clubes
| Club                   | País    | Año         | PJ (G)  |
| ---------------------- | ------- | ----------- | ------- |
| Alianza Lima           | Perú    | 2000 - 2002 | 31 (1)  |
| Coopsol Trujillo       | Perú    | 2002        | 7 (0)   |
| FC Lokomotivi Tbilisi  | Georgia | 2002 - 2003 | 5 (1)   |
| Atlético Universidad   | Perú    | 2003        | 12 (1)  |
| Unión Huaral           | Perú    | 2004 - 2005 | 69 (12) |
| Universidad San Martín | Perú    | 2006 - 2009 | 78 (10) |
| José Gálvez            | Perú    | 2010        | 33 (0)  |
| CNI                    | Perú    | 2011        | 28 (8)  |
| Sport Huancayo         | Perú    | 2012 - 2013 | 80 (11) |
| Real Garcilaso         | Perú    | 2014        | 11 (0)  |
| Atlético Minero        | Perú    | 2014        | 4 (0)   |
| UTC                    | Perú    | 2015        | 36 (2)  |
| Sport Boys             | Perú    | 2016        | 24 (10) |
| Academia Cantolao      | Perú    | 2017        | 0 (0)   |
| Unión Huaral           | Perú    | 2017        | 5 (0)   |

## Palmarés
| Título                    | Club                   | País | Año  |
| ------------------------- | ---------------------- | ---- | ---- |
| Primera División del Perú | Alianza Lima           | Perú | 2001 |
| Primera División del Perú | Universidad San Martín | Perú | 2007 |
| Primera División del Perú | Universidad San Martín | Perú | 2008 |

### Copas internacionales
| Título     | Equipo             | País | Año  |
| ---------- | ------------------ | ---- | ---- |
| Copa Kirin | Selección nacional | Perú | 2005 |